# Lahnau
Lahnau est une municipalité allemande située dans l'arrondissement de Lahn-Dill et dans le land de la Hesse. Elle se trouve entre les villes de Giessen et de Wetzlar.

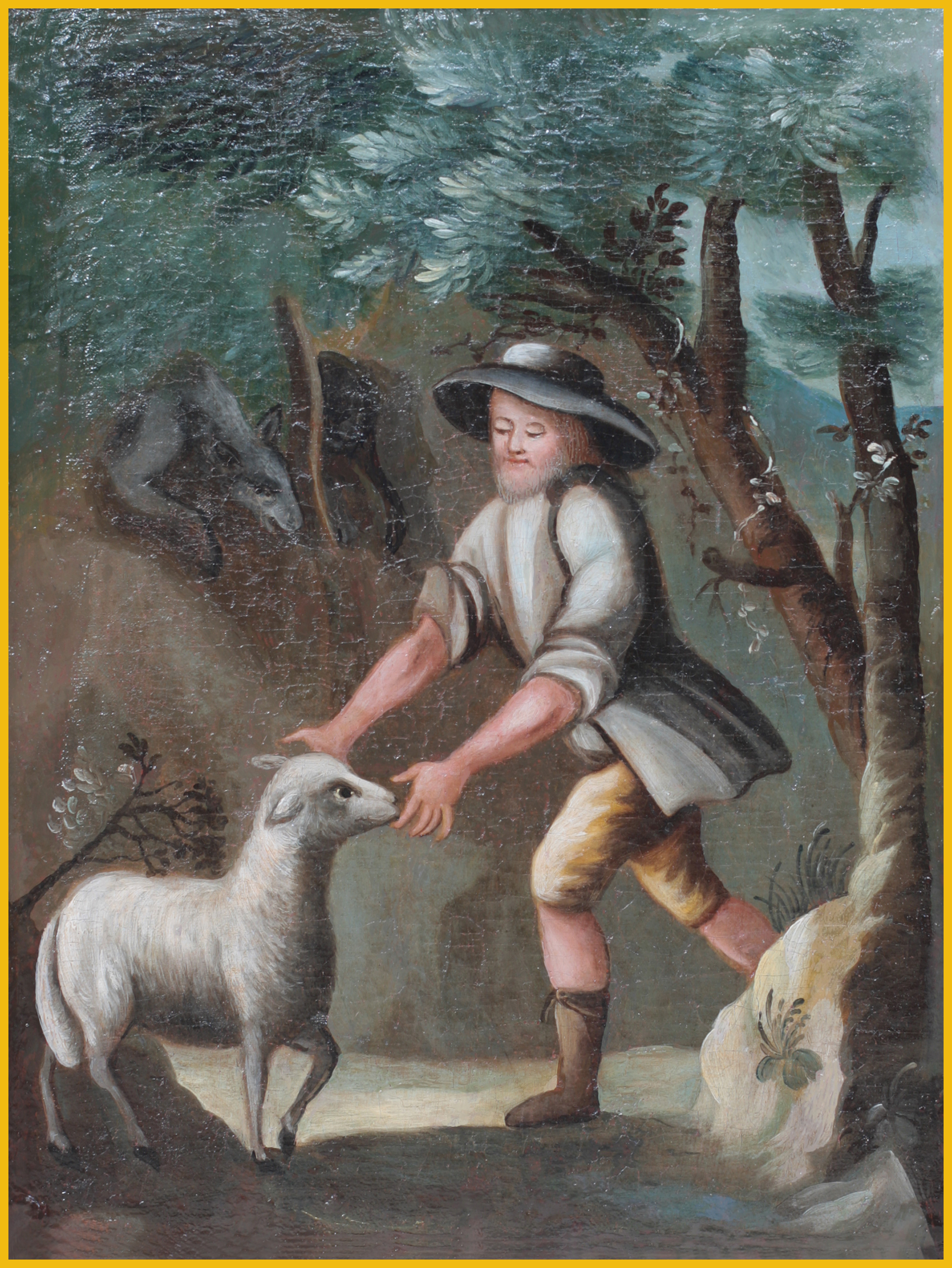
Le Bon Pasteur, l'une des 43 peintures de Daniel Hisgen présentes dans l'.

## Jumelages
La commune de Lahnau est jumelée avec :
- Geraberg (Allemagne) depuis 1991
- Wincanton (Royaume-Uni) depuis le 5 avril 1991